# Medisch adviseur
Een medisch adviseur (of letselschadearts) is een arts die gespecialiseerd is in het beoordelen van de medische gegevens van een patiënt, voor een opdrachtgever. Dit kan bijvoorbeeld zijn een verzekeringsmaatschappij (onder andere ziektekosten- of letselschadeverzekering), een arbodienst of de overheid (UWV, CIZ, CBR, IND, CVZ, GGD, DJI, enz.).    
In dienst van een ziektekosten- of zorgverzekering kijkt de medisch adviseur onder meer naar contracten met zorgverleners: 'inkoop', ook op het gebied van genees- en hulpmiddelen. Ook worden individuele aanvragen van patiënten beoordeeld wanneer het uitzonderlijke aanvragen betreft, zoals experimentele, niet geregistreerde behandelingen.
Bij de koepel Zorgverzekeraars Nederland werken medisch adviseurs (bezwaarartsen) die bezwaren beoordelen van patiënten die een geschil hebben met hun zorgverzekeraar.
Bij het UWV kan het onder meer gaan om een uitkering op medische gronden wegens (blijvende) arbeidsongeschiktheid, bij het Centrum Indicatiestelling Zorg (CIZ) om onder andere opname in een AWBZ-instelling zoals verzorgingshuis, bij het Centraal Bureau Rijvaardigheidsbewijzen (CBR) om de rijvaardigheid of het van overheidswege verstrekken van een aangepaste auto, bij de Immigratie- en Naturalisatiedienst (IND) om een verblijfsvergunning in Nederland op medische gronden; het College voor zorgverzekeringen (CVZ) beoordeelt alle (nieuwe) vormen van zorg, zoals medicijnen, operatietechnieken of hulpmiddelen, op effectiviteit. Medisch adviseurs in dienst van het CBG beoordelen nieuwe geneesmiddelen op veiligheid en werkzaamheid, voordat ze tot de Nederlandse markt mogen worden toegelaten (geregistreerd). Bij de GGD beoordelen artsen onder andere lokale epidemieën, woningaanpassing, invalidenparkeerplaatsen en (andere) verstrekkingen in het kader van de Wet maatschappelijke ondersteuning (Wmo), bij de Dienst Justitiële Inrichtingen (DJI) kijken medisch adviseurs onder meer naar bezwaren van gedetineerden met betrekking tot hun behuizing of hun medische behandeling.
Bij een arbodienst is het de bedrijfsarts die individuele adviezen geeft aan werknemers en beleidsadviezen aan de werkgever. 
De medisch adviseur kan in dienst zijn bij een verzekeringsmaatschappij om aan de hand van het medisch dossier van het slachtoffer te adviseren bij een letselschadeclaim, zoals na een medische fout of na een verkeersongeval. 
Ook sommige letselschadeadvocaten en letselschadebureaus werken samen met medisch adviseurs om medische adviezen te vervaardigen -aan de hand van het medisch dossier van hun cliënt(e) - om te kunnen beoordelen of een zaak kans van slagen heeft in een eventuele civiele procedure. De rapporten van medisch adviseurs maken zo onderdeel uit van de letselschadedossiers.
In de meeste gevallen zijn de medisch adviseurs niet zelf (meer) in de artsenpraktijk - als behandelend arts - werkzaam, maar werkt men permanent vanuit een kantoor, vooral op basis van patiëntendossiers en deels ook spreekuurcontact met de betreffende patiënten. In Nederland is de rol van medisch adviseur streng gescheiden van die van de behandelend arts. De behandelend arts van een bepaalde patiënt mag niet de functie van medisch adviseur overnemen, zoals is vastgelegd in gedragsregels van de KNMG, om belangenverstrengeling te voorkomen. Vaak wordt, om de kwaliteit, objectiviteit en het gelijkheidsbeginsel te kunnen waarborgen, gewerkt met protocollen en richtlijnen die door de medisch adviseurs worden opgesteld. Bij het opstellen hiervan maken de medisch adviseurs op hun beurt gebruik van richtlijnen die door de verschillende beroepsgroepen van (behandelend) medisch specialisten (op basis van evidence-based medicine) zijn gemaakt.
Meestal werken medisch adviseurs nauw samen met juristen: de arts vertaalt de medische problematiek in lekentaal en maakt het geval inzichtelijk voor de jurist/juridisch medewerker. Vaak beantwoordt de medisch adviseur hierbij een vaste lijst met vragen die de jurist hem of haar voorlegt.